# あきやまただし
あきやま ただし（本名：秋山 匡、1964年〈昭和39年〉7月23日 - ）は、日本の絵本作家、イラストレーター。

## 来歴
1964年〈昭和39年〉7月23日に東京都で生まれる。東京芸術大学デザイン科を卒業。
『ふしぎなカーニバル（1993年）』で第14回講談社絵本新人賞、『はやくねてよ』で1995年日本絵本賞大賞、『いしをつんだおとこ』で2015年産経児童出版文化賞美術賞を受賞した。
代表作に「はなかっぱ」「パンツぱんくろう」「まめうしシリーズ」「へんしんシリーズ」「たまごにいちゃんシリーズ」などがある。他に中部日本放送（CBC）のキャラクター「ころんちゃん」など。
2024年、脳内出血で入院した。

## 著作

### オリジナル作品
1993年 - 1996年
- 『ふしぎなカーニバル』講談社
- 『はやくねてよ』岩崎書店
- 『おーきくなったら』ポプラ社
- 『おもいのどっち?』岩崎書店
- 『らくがきぶたくん』ポプラ社
- 『うみキリン』金の星社
- 『かっぱくのしりとりどうぶつずかん』ポプラ社
- 『もりおとこのしごと』講談社

1997年 - 1998年
- 『ぶたくんのたんじょうび』ポプラ社
- 『とんとんとん』金の星社
- 『まめうし』PHP研究所
- 『すたすたかたつむり』岩崎書店
- 『まめうしとありす』PHP研究所
- 『まめうしのおとうさん』PHP研究所
- 『ぴかぴかドキドキ』金の星社
- 『ぶうたんのきいろいかさ』PHP研究所
- 『ぶうたんとかがみのぶうたん』PHP研究所

1999年 - 2000年
- 『まめうしとつぶた』PHP研究所
- 『ひまわに』PHP研究所)
- 『まめうしとまめじい』PHP研究所
- 『ぶうたんのタオルでへんし〜ん』PHP研究所
- 『いちにちごっこ』学研
- 『あしなが』講談社
- 『ふうせんくまくん』金の星社
- 『くじらいぬ』ポプラ社

2001年 - 2003年
- 『まめうしのおかあさん』PHP研究所
- 『あやかちゃんのゆうびんきょく』鈴木出版
- 『たまごにいちゃん』鈴木出版
- 『まめうしくん』PHP研究所
- 『とんでけかぼちゃ』ひさかたチャイルド
- 『ひまわにとこらら』PHP研究所
- 『へんしんトンネル』金の星社
- 『どっちーぬくん』鈴木出版
- 『なめれおん』佼成出版社
- 『あかちゃんひまわに』PHP研究所
- 『がんばる!たまごにいちゃん』鈴木出版
- 『けいちゃんのくすりゆび』佼成出版社
- 『大きな絵本 たまごにいちゃん』鈴木出版
- 『ひょいひょいひょい』鈴木出版

2004年
- 『○×うさぎ』佼成出版社
- 『わすれてないよ』教育画劇
- 『シマリスのしまおくん』教育画劇
- 『まめうし ぽんぽんぽん』PHP研究所
- 『まめうし あいうえお』PHP研究所
- 『こんにちはたまごにいちゃん』鈴木出版
- 『パンツぱんくろう（1）うたうトイレさま』講談社
- 『パンツぱんくろう（2）パンツちょーだい!』講談社
- 『パンツぱんくろう（3）おしっこしーしーしー』講談社
- 『パンツぱんくろう（4）がんばれ! せんたこはっちゃん』講談社
- 『パンツぱんくろう（5）コミンゴがうんてんしゅ』講談社
- 『パンツぱんくろう（6）うんちのくにのおうさま』講談社
- 『パンツぱんくろう (7) にらめっこしましょう』講談社
- 『パンツぱんくろう (8)パンツでおまじない』講談社
- 『パンツぱんくろう シールえほん』講談社

2005年
- 『パンツぱんくろう (1)』講談社
- 『へんしんトイレ』金の星社
- 『まめうしとひめうし』PHP研究所
- 『パンツぱんくろう　しかけえほん（1）』講談社
- 『パンツぱんくろう　しかけえほん（2）』講談社
- 『パンツぱんくろう　ぱたぱたえほん』講談社
- 『パンツぱんくろう (9）わいはコリッチや!』講談社
- 『パンツぱんくろう (10）そトイレアン・ドゥ・トワ』講談社
- 『パンツぱんくろう (11）コミンゴちゃんなかないで』講談社
- 『パンツぱんくろう (12）パンツはいてないわよー』講談社
- 『まめうしのあついなつ』PHP研究所
- 『まめうしのまんまるいふゆ』PHP研究所
- 『へんしんマラソン』金の星社
- 『たまごねえちゃん』鈴木出版

2006年
- 『さかさのこもりくん』教育画劇
- 『ひつじぱん』鈴木出版
- 『へんしんオバケ』金の星社
- 『まめうしとまめばあ』PHP研究所
- 『たまごにいちゃんぐみ』鈴木出版
- 『ころんちゃん』PHP研究所
- 『はなかっぱ』KADOKAWA
- 『たまごねえちゃん』鈴木出版
- 『パンツ コインちゃん おしっこしましょう』講談社
- 『パンツ コインちゃん あさよ おはよう!』講談社
- 『へんしんコンサート』金の星社
- 『はなかっぱとグチャットン』KADOKAWA
- 『パンツコインちゃん はじめてのシールえほん』講談社

2007年
- 『さかさのこもりくんとおおもり』教育画劇
- 『いしぶたくん』鈴木出版
- 『ころんちゃんのおともだち』PHP研究所
- 『まめうしのももいろのはる』PHP研究所
- 『アネゴンたいタロラ』鈴木出版
- 『からすのたまごにいちゃん』鈴木出版
- 『やっぱりたまごねえちゃん』鈴木出版
- 『へんしんとびばこ』金の星社
- 『まめうしのびっくりなあき』PHP研究所
- 『さかさのこもりくんとこふくちゃん』教育画劇
- 『へんしんプレゼント』金の星社
- 『へんしんトンネル　大型絵本』金の星社

2008年
- 『まめうしくんとあいうえお』PHP研究所
- 『ころんちゃんとかろんちゃん』PHP研究所
- 『さかさのこもりくんとてんこもり』教育画劇
- 『くいしんぼ なめれおん』佼成出版社
- 『へんしん!たまごにいちゃん』鈴木出版
- 『へんしんマジック』金の星社
- 『まめうしのクリスマス』PHP研究所
- 『大きな絵本 ひつじぱん』鈴木出版

2009年
- 『さかさのこもりくんともりもり』教育画劇
- 『まめうしくんとABC』PHP研究所
- 『へんしんクイズ』金の星社
- 『きんのたまごにいちゃん』鈴木出版
- 『大きな絵本　たまごにいちゃんぐみ』鈴木出版
- 『まめうしくんとものまね〜』PHP研究所
- 『もっとひつじぱん』鈴木出版

2010年
- 『にこちゃんのママのて』教育画劇
- 『はなかっぱとエゴロウ』KADOKAWA
- 『たまごにいちゃんといっしょ』鈴木出版
- 『はなかっぱのだいぼうけん』KADOKAWA
- 『へんしんマンザイ』金の星社
- 『おにいちゃんはアニマン』学研
- 『はなかっぱ　アゲルちゃん げんきにな~れ』KADOKAWA
- 『はなかっぱ　おおきくなるぞ〜』KADOKAWA

2011年
- 『まめうしくんと1、2、3」PHP研究所
- 『はなかっぱ　ぼくらはヒーロー!』KADOKAWA
- 『ぴあのうさぎ』金の星社
- 『おもいのどっち?』岩崎書店
- 『ぺんぎんのたまごにいちゃん』鈴木出版
- 『はなっかぱとももかっぱ』KADOKAWA
- 『はなかっぱ　はなさけぱっか〜ん』KADOKAWA
- 『はなかっぱ　ももかっぱ、なにいろ?』KADOKAWA
- 『へんしんかいじゅう』金の星社
- 『はなかっぱ　すてきなクリスマス』KADOKAWA
- 『あひるのたまごねえちゃん』鈴木出版

2012年
- 『はなかっぱ　げんきにごあいさつ』KADOKAWA
- 『ぴあのうさぎとみみおばけ』金の星社
- 『はなかっぱとはねかっぱ』KADOKAWA
- 『へんしんおんせん』金の星社
- 『はなかっぱ　そっくりでびっくり』KADOKAWA
- 『ギリギリかめん』金の星社
- 『大型絵本　へんしんオバケ』金の星社
- 『きょうりゅうのたまごにいちゃん』鈴木出版
- 『はなかっぱ　クリスマスのおくりもの』KADOKAWA

2013年
- 『ぼくはたまごにいちゃん』鈴木出版
- 『はなかっぱ　がんばれ！アゲルちゃん』KADOKAWA
- 『うしろのダメラ』ハッピーオウル社
- 『ヤダヤダかめん』金の星社
- 『きょうもひつじぱん』鈴木出版
- 『はなかっぱ　がりぞーのひみつ』KADOKAWA
- 『へんしんレストラン』金の星社
- 『だちょうのたまごにいちゃん』鈴木出版

2014年
- 『はなかっぱとひのかっぱ』KADOKAWA
- 『いしをつんだおとこ』ハッピーオウル社
- 『かえってきたへんしんトンネル』金の星社
- 『はなかっぱ　おかあさんといっしょに』KADOKAWA
- 『ベタベタかめん』金の星社
- 『ほしいもマン』佼成出版社

2015年 - 
- 『おばけのたまごにいちゃん』鈴木出版
- 『はなかっぱ　うみのぼうけん』KADOKAWA
- 『へんしんマーケット』金の星社
- 『たまおくんは たまごにいちゃん』鈴木出版
- 『へんしんおてんき』金の星社
- 『読みきかせ大型絵本 うみキリン』金の星社
- 『たまごにいちゃんとたまごねえちゃん』鈴木出版
- 『へんしんテスト』金の星社
- 『へんしんたんてい』金の星社
- 『Mr. Sheep's Bread: ひつじぱん』鈴木出版
- 『読みきかせ大型絵本 とんとんとん』金の星社
- 『英語版 Go to Sleep はやくねてよ』岩崎書店
- 『へんしんバス』金の星社
- 『たまごにいちゃんと たまごじいさん』鈴木出版
- 『たまごにいちゃんとげんちゃん』鈴木出版

### 他作家の作品
- 竹田まゆみ（作）『夕映えになるまでに』岩崎書店、1995年
- 中村翔子（作）『でんきおばけとおどったよ』PHP研究所、2001年
- 星新一（著）『おーいでてこーい　ショートショート傑作選』講談社、2001年
- さくらともこ（作）『おおかみと七ひきのこやぎ』PHP研究所、2002年
- わだことみ（作）『ドキドキかいじゅうモコちゃん』岩崎書店、2002年
- 星新一（著）『ひとつの装置　ショートショート傑作選（2)』講談社、2002年
- 牧野節子（作）『あいちゃんついていってもへいきかな』学研、2003年
- ながたみかこ（作）『宇宙ダコミシェール』岩崎書店、2003年
- 正高信男（作）『ぴょんぴょんなにかな?』鈴木出版、2004年
- 正高信男（作）『わんわんなにかな?』鈴木出版、2004年
- 正高信男（作）『がたごとなにかな?』鈴木出版、2004年
- 正高信男（作）『ぼうぼうまんぼうくん』鈴木出版、2004年
- 正高信男（作）『ぱいぱいおっぱい』鈴木出版、2004年
- 正高信男（作）『かめかめかもめ』鈴木出版、2004年
- 宮沢賢治（作）『ふたごの星』岩崎書店、2005年

## アニメ化された作品
- 『はなかっぱ』NHK教育テレビジョン（2010年3月29日より）
- 『パンツぱんくろう』NHK教育テレビジョン（2004年4月より）
- 『まめうしくん』2007年10月から2008年9月にかけて『ちびアニ劇場』内で放送。全52話。（詳細はまめうしシリーズを参照。）
- 『たまごにいちゃん』